# جولرستان
جولرستان (بالفارسية: جولرستان) هي قرية تقع في قسم ابريشم الريفي (مقاطعة فلاورجان) في إيران. يقدر عدد سكانها بـ 2,473 نسمة .